# Museu Arqueològic de Sevilla
El museu Arqueològic de Sevilla està situat en plaça d'Amèrica, enfront del museu d'Arts i Costums Populars (antic Pavelló Mudèjar) i al costat del pavelló Real, dins del parc de María Luisa. L'edifici que alberga el museu va ser l'antic pavelló de Belles arts de l'Exposició Iberoamericana de Sevilla.

## L'edifici seu del museu
El 1911 es va celebrar un concurs per a la construcció de l'edifici que va ser guanyat per l'arquitecte sevillà Aníbal González, amb un projecte d'estil neorenaixentista. L'obra es va executar entre 1912 i 1919, com a part de moltes obres que es van realitzar a Sevilla en el context previ a l'Exposició Iberoamericana de 1929, i va ser batejat com Palacio del Renacimiento. Va ser l'edifici més car de la Plaça d'Amèrica, duplicant el pressupost del veí «Pavelló Mudèjar». Durant l'exposició va ser dedicat a Palau de les Belles Arts. En 1942, es van traslladar a l'edifici les col·leccions arqueològiques.
El disseny exterior té influències del Palau de Monterrey de Salamanca, construït el 1539 segons un projecte de Rodrigo Gil de Hontañón i fra Martín de Santiago per al tercer comte de Monterrey, Alonso de Zúñiga i Acevedo. L'interior, amb l'ampli hall de forma ovalada, s'inspira en l'accés amb hall circular d'altres museus europeus com l'Altes Museum de Berlín.

## Història del museu
Amb el pas del temps s'afegeixen més col·leccions al museu i escasseja l'espai, arribant a ser difícil la disposició de les peces dificultant alhora realitzar una exposició adequada, malgrat que des de 1940 es van habilitar dues sales més. Fins a l'any 1941 no se soluciona el problema, amb la decisiva actuació de l'Ajuntament de Sevilla, que va cedir el Pavelló de Belles Arts de l'Exposició Iberoamericana de 1929 al Ministeri d'Educació Nacional, per acord de 31 de desembre de 1941.
Així comença l'antic pavelló d'exposicions a exercir de Museu Arqueològic Provincial. En aquest mateix acte l'Ajuntament va cedir en qualitat de dipòsit els fons de l'antic Museu Arqueològic Municipal, creat en 1886 pel polifacètic i important erudit sevillà José Gestoso i Pérez i inaugurat el 28 de març de 1895 per la Infanta Luisa Fernanda de Borbó; aquests fons es conservaven a la Torre de Don Fadrique de Sevilla.
Abans de dipositar totes les col·leccions museístiques en la seva nova destinació va caldre adequar-ho per a tal servei, una vegada que es va condicionar realitzant-se les obres necessàries van ser traslladades les obres i col·leccions, inaugurant-se la nova instal·lació el 25 de maig de 1946, començant amb vuit sales, biblioteca i direcció.
L'any 1959 fou nomenada Concepción Fernández-Chicarro y de Dios directora del museu.
Des de l'1 de març de 1962 el conjunt d'edifici i contingut va ser declarat Monument Històric Artístic. Durant la dècada de 1970 el museu sofreix obres d'ampliació i millora, augmentant el nombre de sales fins a les 27 actuals on són conservades més de 60.000 peces, sumant objectes en propietat i dipòsit; entre elles les peces procedents d'Itàlica ocupen un lloc rellevant, per la seva qualitat i pel seu nombre, en anar traslladant allí les noves troballes, així com la petita però rellevant col·lecció que s'exposava, amb peces menors de troballes en superfície antigues, així com majors, de les campanyes realitzades entre 1970 i 1978, en l'efímer Museu de les Excavacions del propi jaciment, fa pocs anys desmantellat. No obstant, l'edifici segueix necessitant importants reformes.

## Col·leccions del museu
L'excel·lent qualitat de les obres i peces que formen part del fons del museu a més de la quantitat que custòdia li fan estar entre els primers d'Espanya. Són de destacar les restes de l'època romana i hispanoromana, les més importants i abundants que posseeix el museu, i que procedeixen en major part d'Itàlica; en menor mesura, encara que això no fan que siguin menys importants, són les peces procedents dels municipis de Écija, Estepa, Alcalá del Río, Villanueva del Río y Minas, etc. A aquestes troballes cal afegir les donacions realitzades per particulars o fins i tot l'Ajuntament de la ciutat. També són destacables les peces d'etapes preromanes gràcies a la qualitat de la seva conservació.

### Recorregut

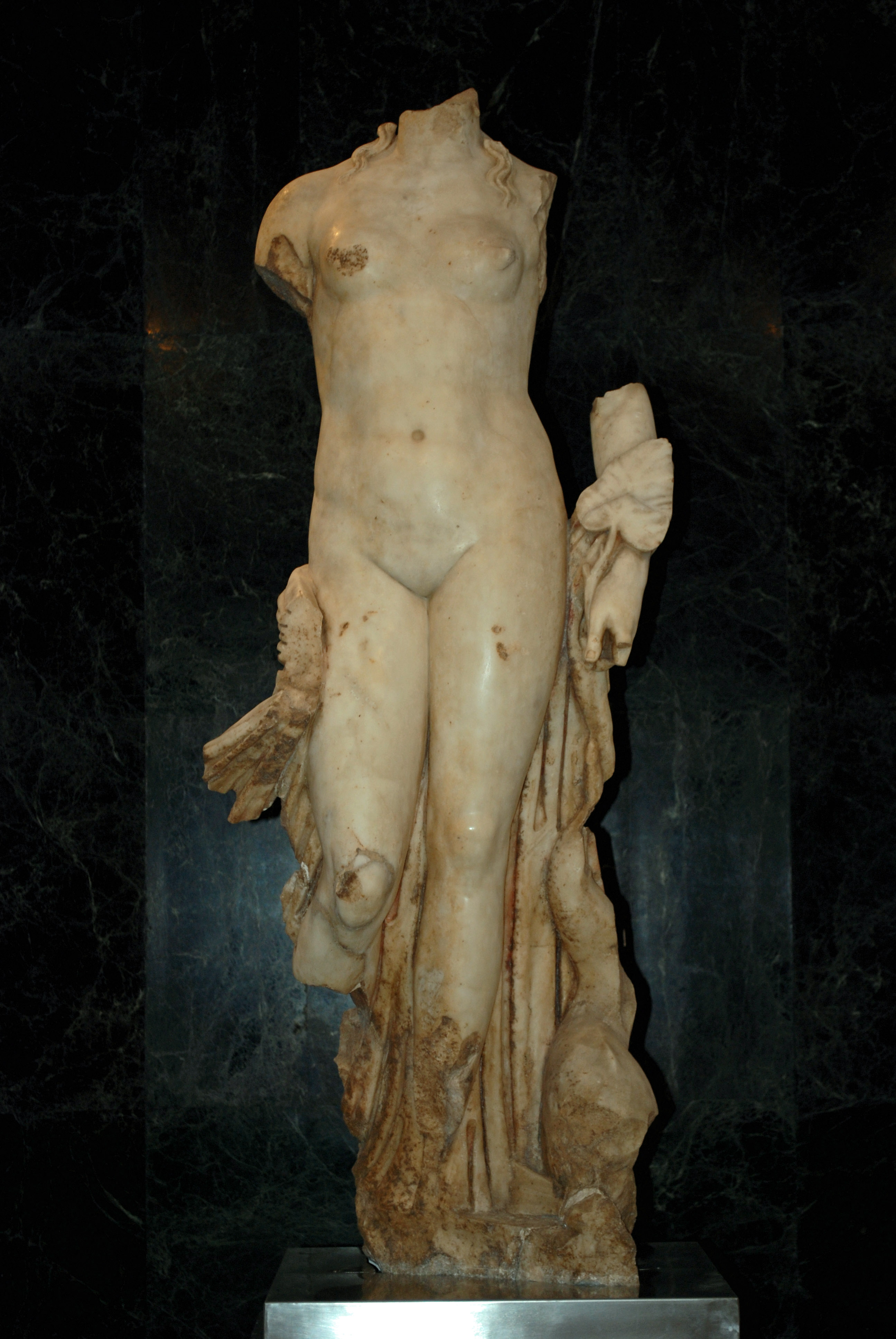
Deessa Venus (any 117)

Per comprendre la història de Sevilla i de la regió en general és aconsellable realitzar un itinerari cronològic que pot completar-se en un marge de temps de dues hores fent-se amb tranquil·litat, i així estan ordenades les sales en el museu, començant pel Paleolític inferior, passant per la important època de l'Imperi Romà i acabant en l'edat mitjana on es troben les restes àrabs i mudèjars.
També es poden realitzar recorreguts per àrees temàtiques, d'aquesta manera, no és necessari passar per algunes sales que no es tingui previst veure centrant la visita en les col·leccions interessades. El primer recorregut temàtic permet conèixer la prehistòria, on trobem materials de l'edat del coure (objectes de ceràmica, pedra, coure, os i ídols amb grans ulls en forma de sol, considerats les representacions divines de major antiguitat) trobats en un jaciment de Valencina de la Concepción i que poden datar-se entre els anys 2500 i 2000 a. C. En aquest jaciment es van trobar les peces en recintes amb forma d'habitació i d'enterrament, com a grans monuments funeraris (en el Museu es representa una maqueta d'un d'ells).
Igualment es pot conèixer la protohistòria, on destaca el famós Tresor del Carambolo, d'època tartèssia, així com els tresors d'Ébora i Mairena i les joies d'aquest període, composta pel conjunt de colonitzadors del Mediterrani durant els segles vii i vi a. C.
Una altra forma de visita és el recorregut per l'orfebreria, començant per la indígena de la prehistòria (or de l'edat del coure datat en 2500 a. C., joies batudes o massisses de l'edat del bronze datades entre 2000 i 1000 a. C.) fins a l'època romana, passant per les tartèssies (anteriorment indicades) i les turdetanes. Aquestes joies van acompanyades d'altres materials que faciliten la comprensió arqueològica. Destaca especialment una petita representació de la deessa fenícia Astarte, està en posició asseguda i realitzada en bronze, baix ella es pot llegir la inscripció més antiga (segle vii a. C.) de la Península.
El món romà també posseeix la seva temàtica particular, podent-se observar les grans escultures de grandària colossals i gairebé humanes de déus i emperadors, i els diferents mosaics, retrats imperials, epigrafia, comerç, ceràmica, funerari, etc. Aquí el que més destaca és el mosaic on es representa el Judici de Paris i la sala dedicada a Epigrafia Jurídica en bronze, composta per la més rica col·lecció de textos jurídics coneguda i variada.

### Les sales

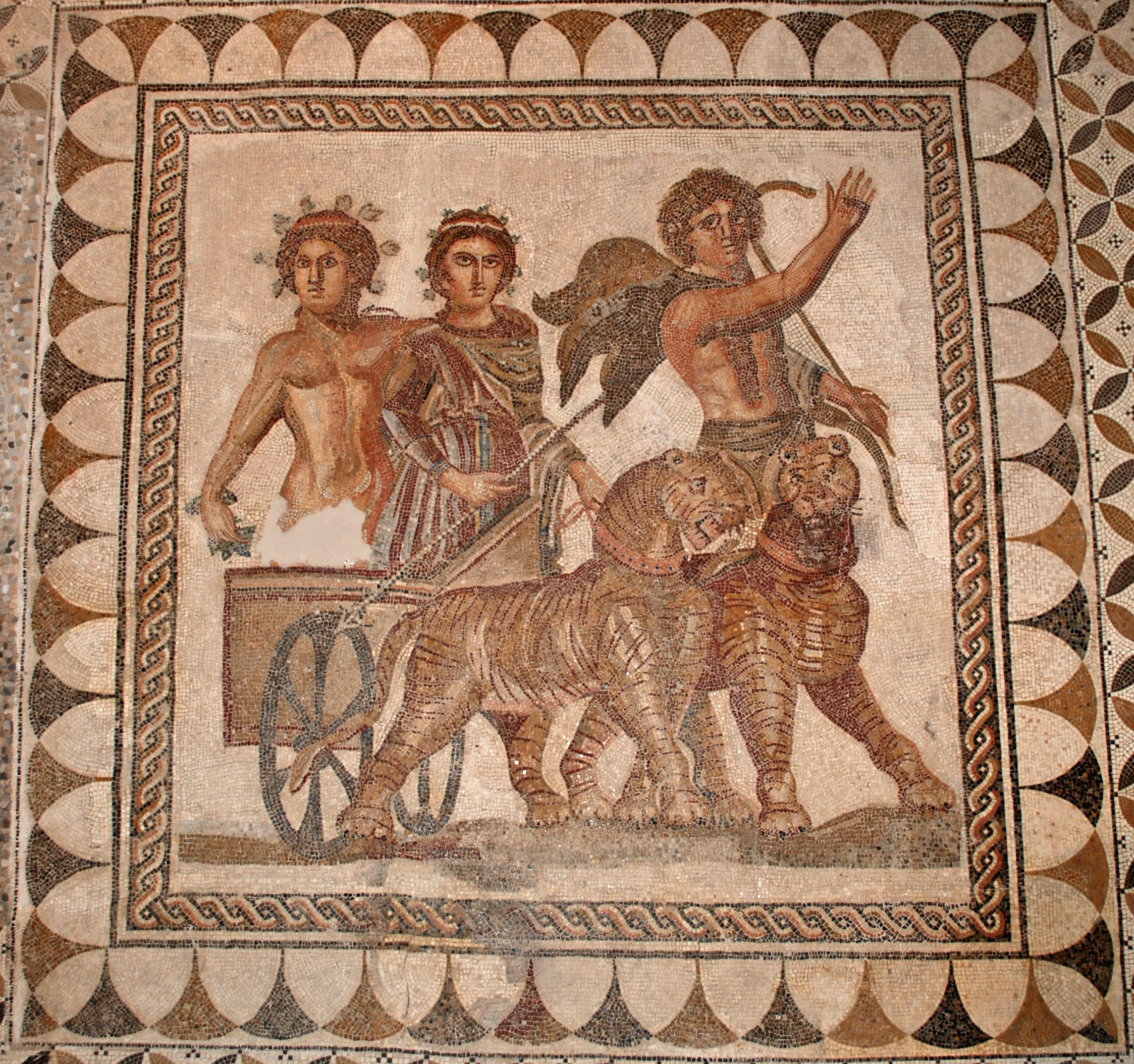
Mosaic de Bacus

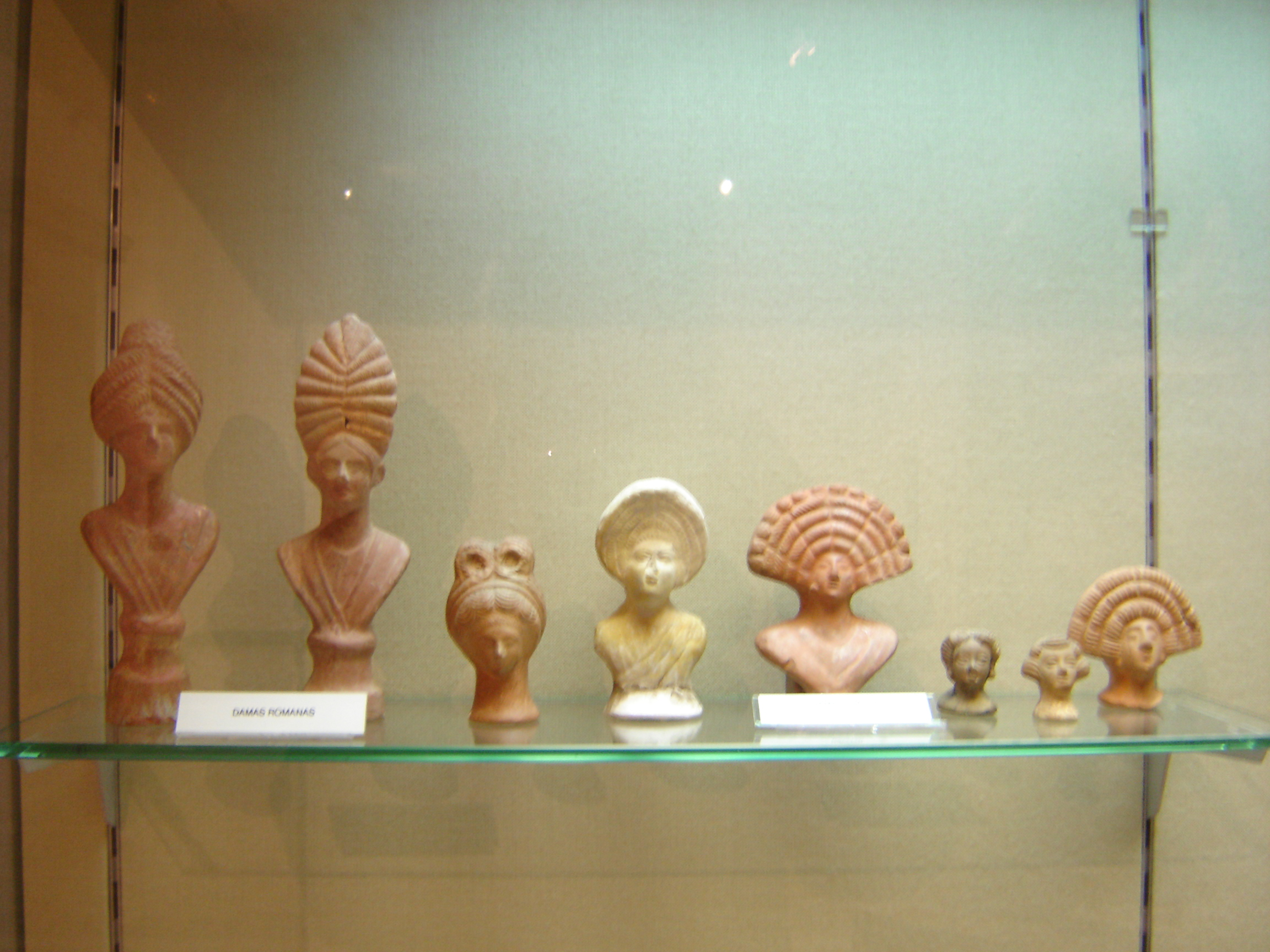
Terracotes romanes mostrant el tocat de les dones

Està format per tres plantes dividides al mateix temps en sales contenint objectes datats en l'època prehistòrica fins a l'Edat Mitjana.
La planta baixa exposa material de jaciments prehistòrics provincials en ordre cronològic. La planta principal mostra material de l'època romana i posteriors que procedeixen també de la província encara que en major part es van excavar de la ciutat d'Itàlica. La planta primera està reservada a investigadors i diferents serveis del museu.
- sales i a x: peces datades des del Paleolític fins a la ceràmica ibèrica.
- sales xii a xv: col·lecció d'elements de l'Imperi Romà a Hispània, escultures, mosaics, restes arquitectòniques, epigrafia, vidre, ceràmica, orfebreria, etc. El que més destaca d'aquestes antiguitats són les escultures, autèntics colossos, l'Hermes, un retrat d'Alexandre el Gran (segle ii), un tors d'Àrtemis o Diana caçadora, realitzat en marbre d'espejuelo (datat al segle iv), el tors del Diadumen.
- sala xiv: sobresurt la que es considera «la més bella escultura clàssica descoberta en sòl espanyol», una representació de Mercuri, còpia d'una altra obra en bronze que s'atribueix a Cefisòdot el Vell (pare de Praxíteles).
- sala xvi: destaca una escultura de Venus, la sala xvii la presideix Afrodita Anadyomene després del seu naixement de l'escuma del mar, l'estil del qual fa que sigui datada al segle iv aC.
- sala xix: té deesses tan diverses com Isis, Diana i Cíbele.
- sala xx (centre de l'edifici): gran repertori d'estàtues i retrats de persones de famílies imperials entre les quals s'observa la d'August, Trajà divinitzat, un bust-retrat d'Hadrià i un retrat de Vespasià.
- sala xxvi: s'inicien les col·leccions medievals que contenen peces paleocristianes, visigodes i califals, destacant un sarcòfag paleocristià i creus d'or visigodes que mostren el majestuós d'aquests aixovars arribats des de Toledo. També destaca pel seu interès històric un gran fust columnari que té gravat en la seva superfície un rètol referent a la fundació de la primera mesquita major de la ciutat, la mesquita de Ibn Adabbas, ocupada avui per l'església del Salvador.
- sala xxvii (i última): obres mudèjars i alguna gòtica.
- Planta alta: El Carambolo. Sala monogràfica. Aquí s'exposa la rèplica del tresor del Carambolo, juntament amb els tresors d'Ébora i Mairena, contextualitzant els vestigis de la civilització tartèssia conservats en les col·leccions d'aquest museu.

### L'arxiu
Posseeix un arxiu amb àmplia informació documental, tant escrita, com a gràfica dels fons del museu, en el qual tenen un lloc els investigadors i els particulars que estiguin interessats a consultar sobre les obres i col·leccions que conserva el museu.

### Taller de conservació i restauració
On es treballa en la contínua restauració i conservació dels fons museístics (pràcticament tots els materials: ceràmica, pedra, metalls, vidre, mosaic, os, ivori, fusta i cuir) exercint també de magatzem en el qual es guarden objectes provinents d'excavacions de tota la província i del nucli urbà, així mateix també són conservats objectes que han donat particulars, organismes i dipòsits.

## Projecte de reforma
L'arquitecte sevillà Guillermo Vázquez Consuegra va guanyar un concurs nacional en desembre de 2009 per a la reforma completa de l'edifici i la renovació del discurs museogràfic. El projecte contempla obrir el saló ovalat central com a rebedor i col·locar ascensors panoràmics, i millores substancials que repercutiran en la il·luminació i la climatització de l'edifici. El cost total del projecte és de 33.461.375 euros. Els Pressupostos Generals d'Espanya de 2013 van reservar 350.000 euros per iniciar les reformes, no obstant això, les obres no van arribar a licitar-se i el procés continua paralitzat.

## Galeria d'imatges

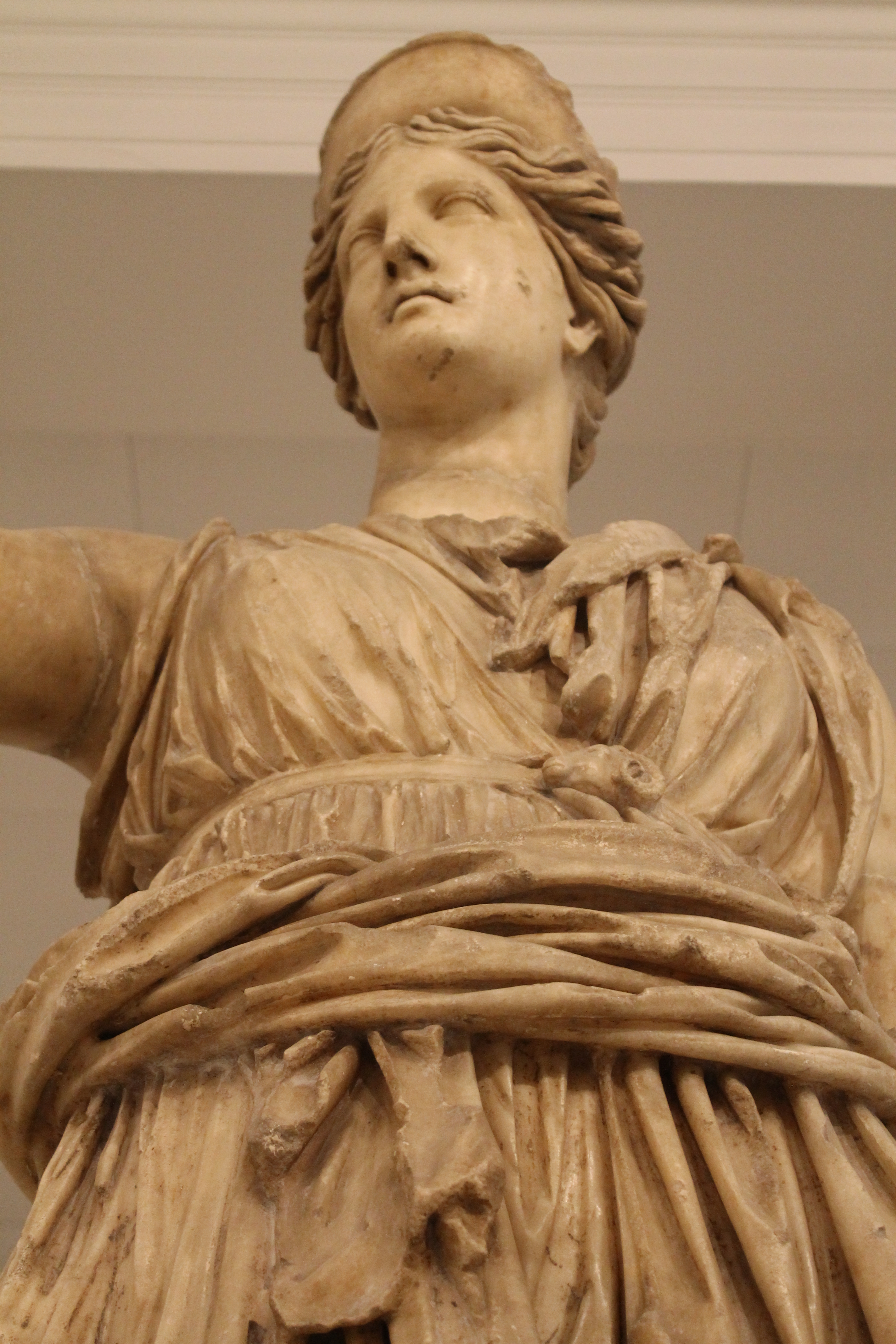
Diana caçadora, segle ii d.C.
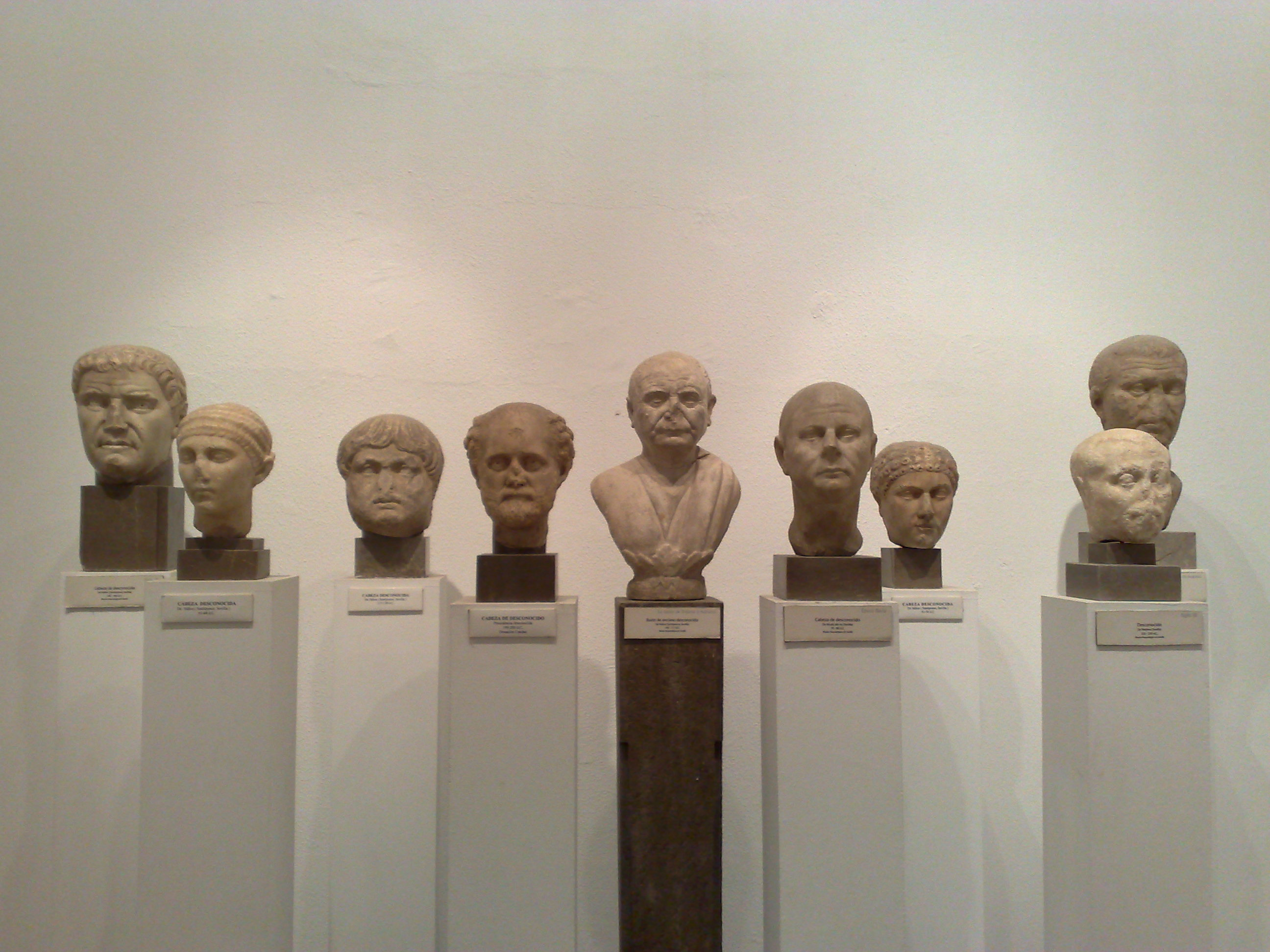
Busts romans
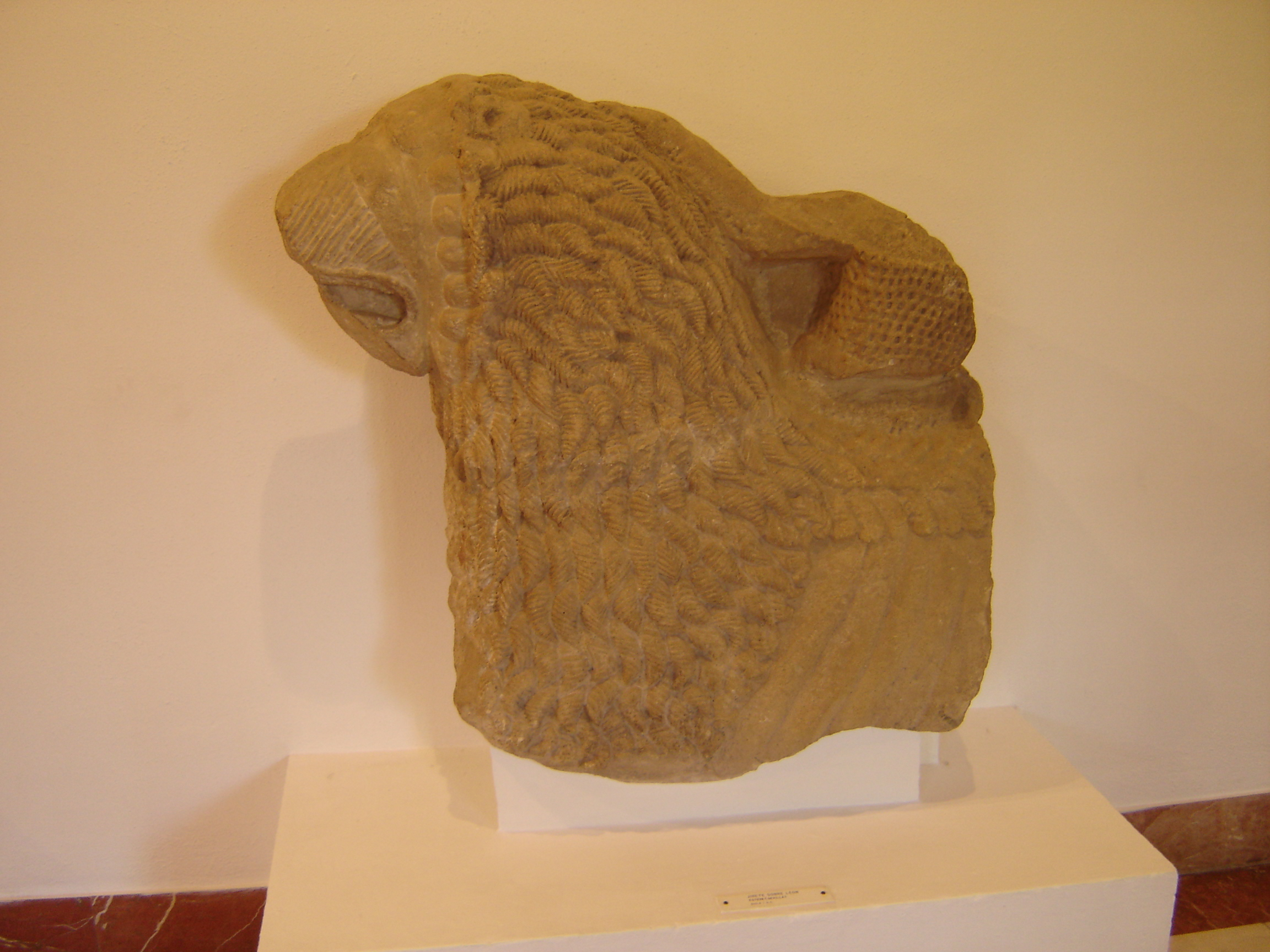
Genet sobre lleó (art ibèric), segle i
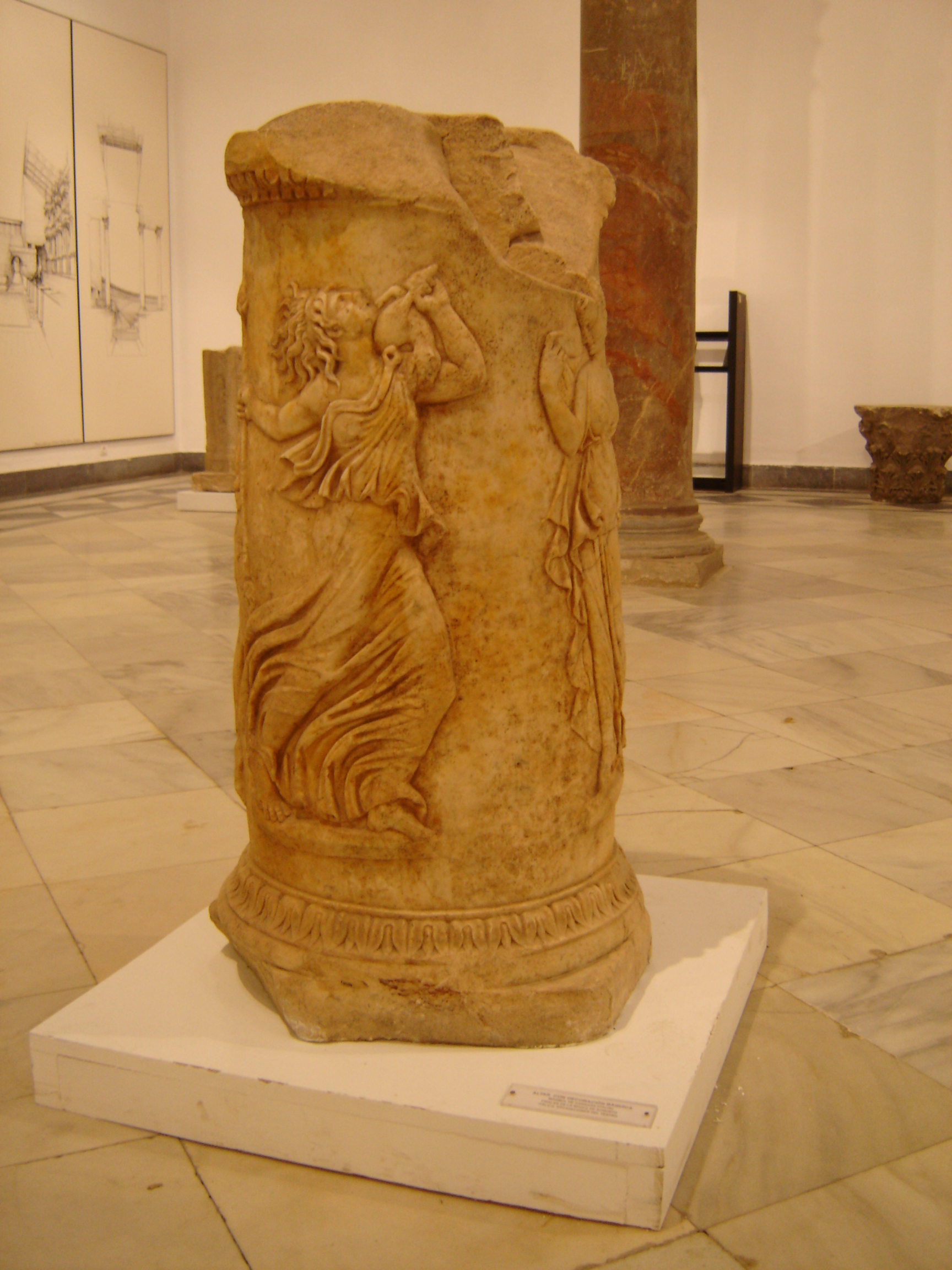
Altar amb decoració bàquica
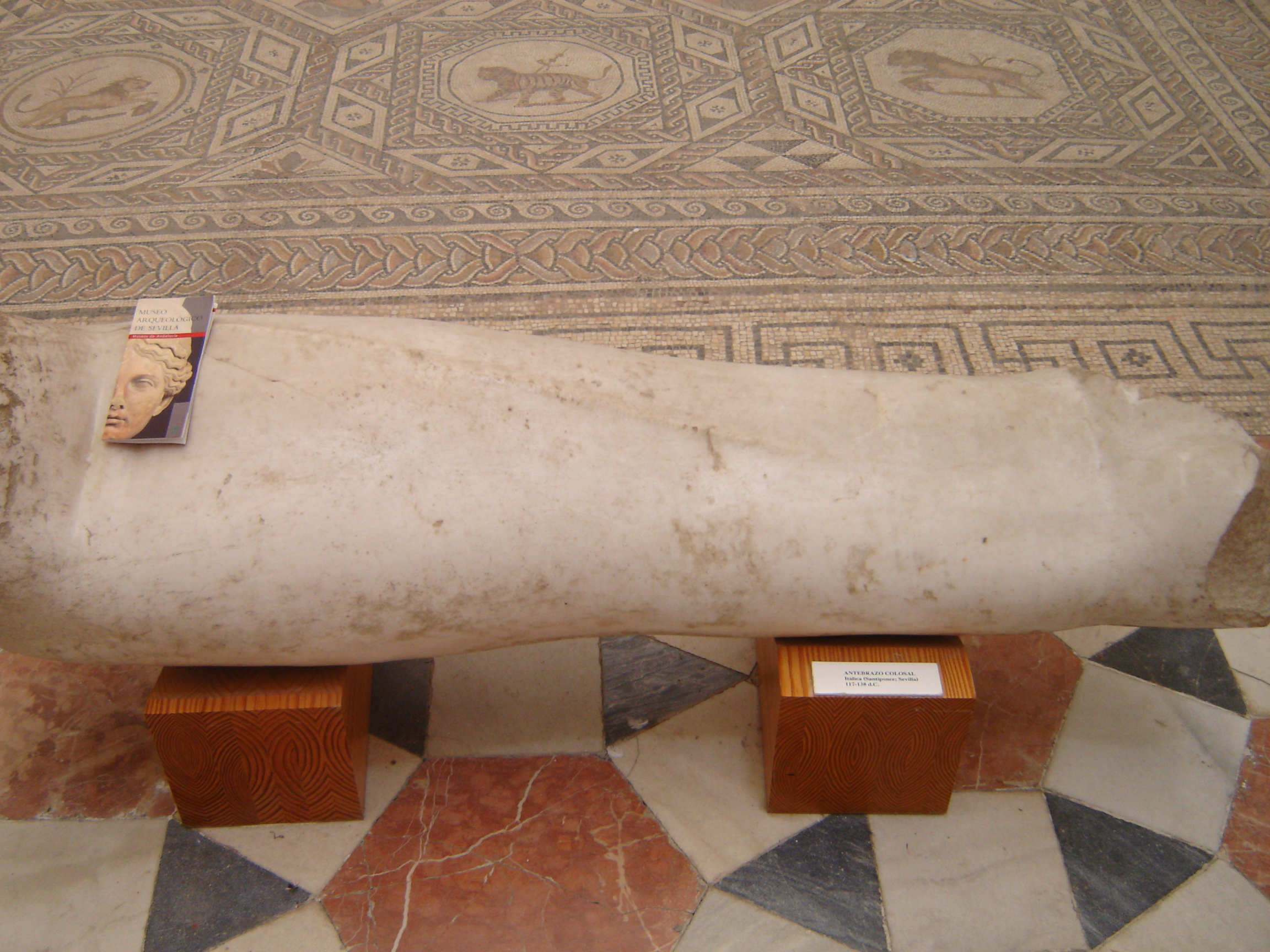
Avantbraç colossal
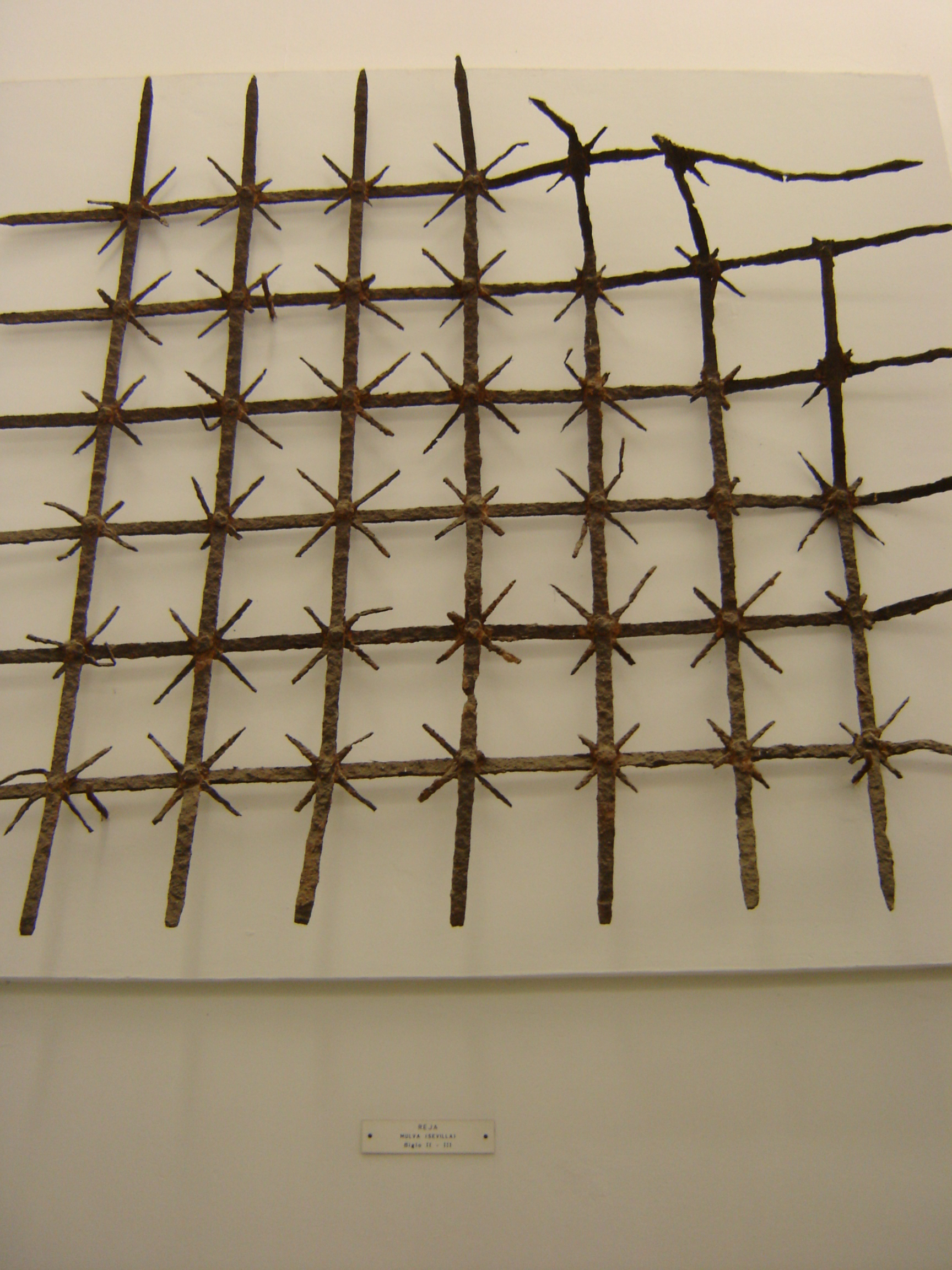
Reixa, segle ii i iii
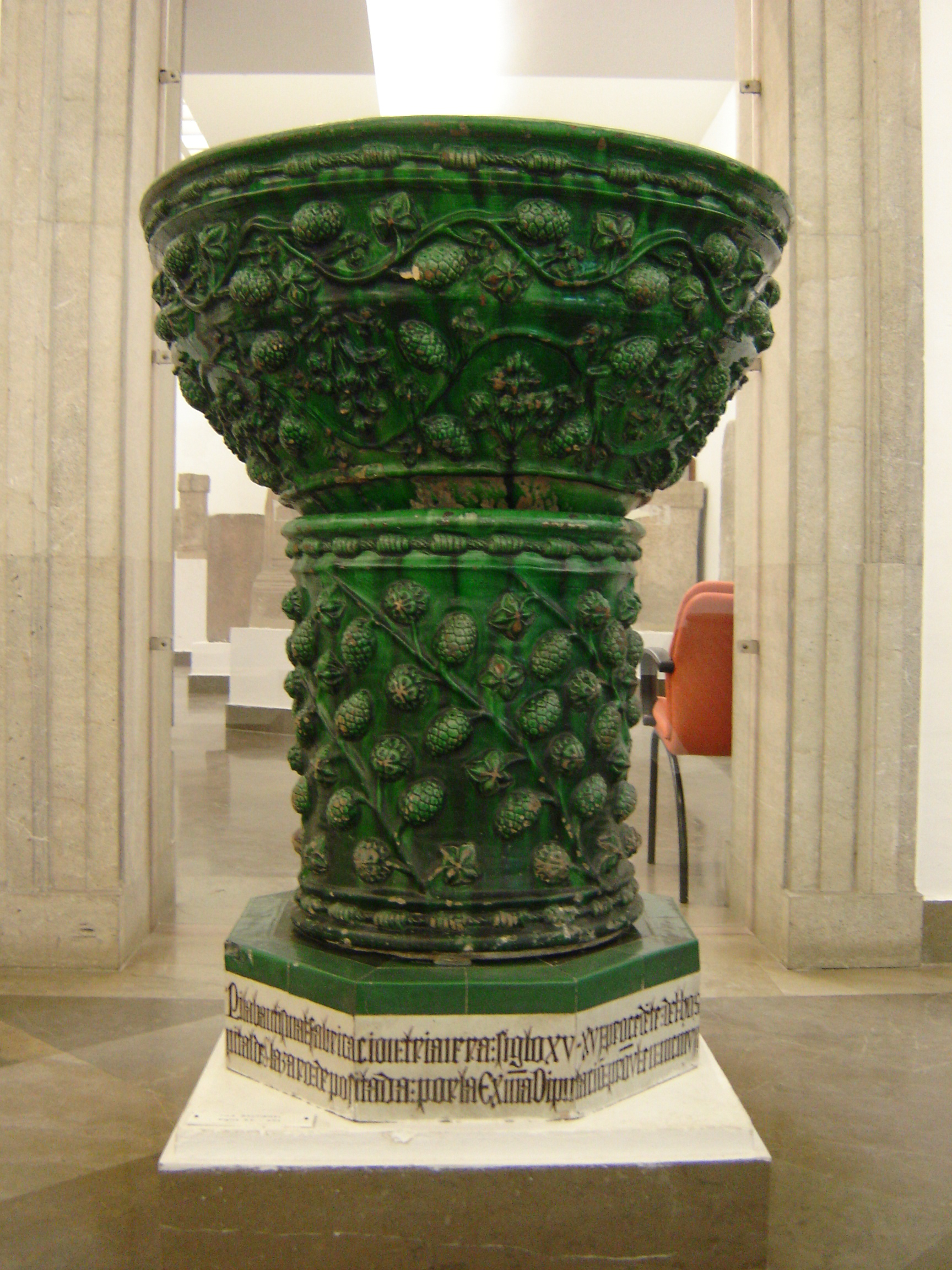
Pila baptismal, segle xv-xvi
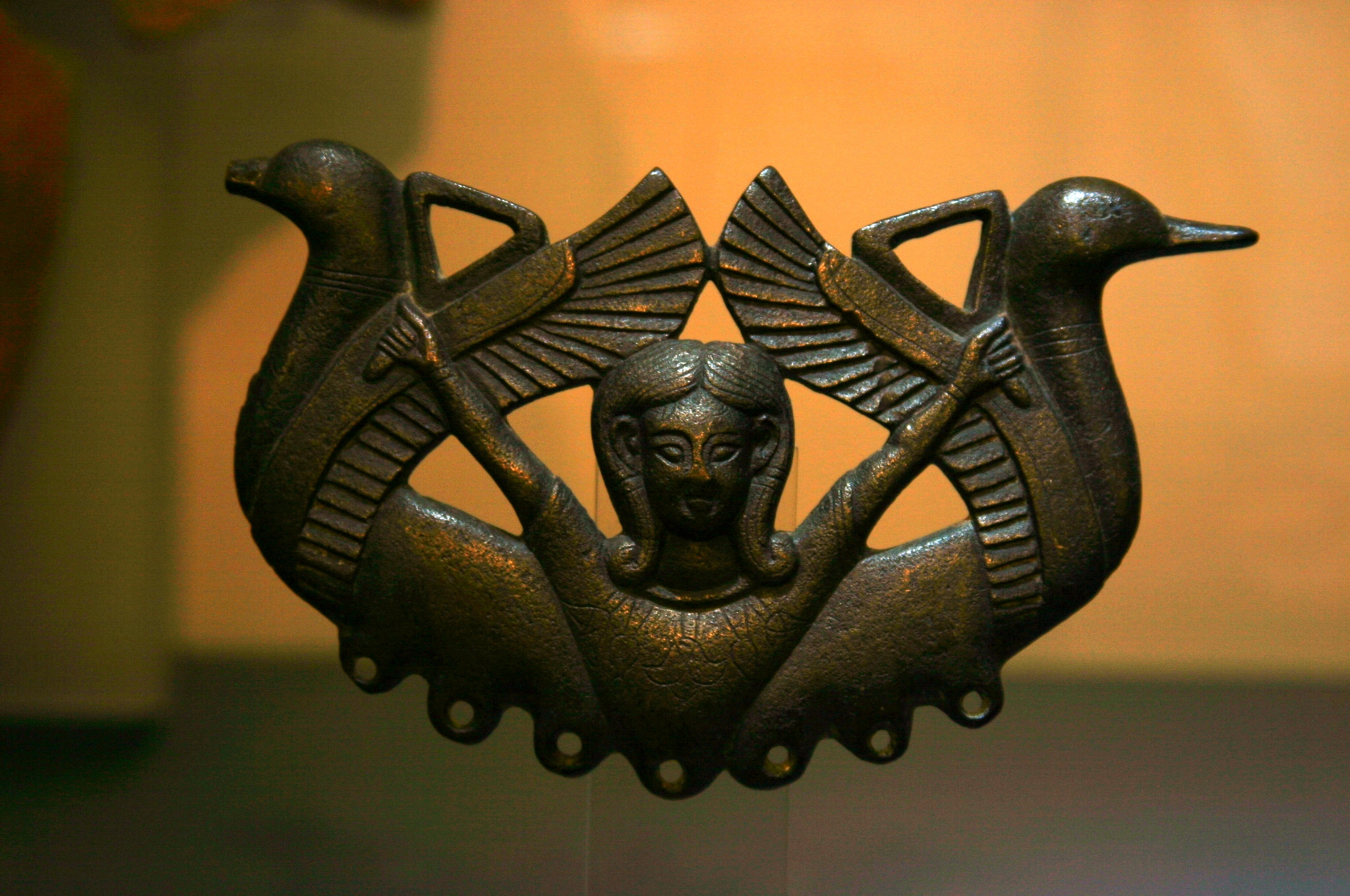
Bronze tartessi conegut com a «Bronze Carriazo»